# Portescap
Vous pouvez aider à l'améliorer ou bien discuter des problèmes sur sa page de discussion.
- Il ne cite pas suffisamment ses sources. Vous pouvez indiquer les passages à sourcer avec {{référence nécessaire}} ou {{Référence souhaitée}}, et inclure les références utiles en les liant aux notes de bas de page. (Marqué depuis octobre 2021)
- Son texte doit être wikifié : il ne correspond pas à la mise en forme Wikipédia (style, typographie, liens internes, liens entre les wikis, etc.). (Marqué depuis octobre 2021)
- Il n’est pas rédigé dans un style encyclopédique. (Marqué depuis octobre 2021)

- Archive Wikiwix
- Bing
- Cairn
- DuckDuckGo
- E. Universalis
- Gallica
- Google
- G. Books
- G. News
- G. Scholar
- Persée
- Qwant
- (zh) Baidu
- (ru) Yandex
- (wd) trouver des œuvres sur Wikidata

Portescap SA est une entreprise suisse, fondée à l'origine comme « Porte-échappement universel SA » en 1931 à La Chaux-de-Fonds. Elle commercialise sous le nom « Incabloc », une petite pièce absorbant les chocs indispensable aux montres mécaniques, ainsi que de petits moteurs électriques.

## Naissance de Porte-échappement universel
Dans une montre, le système antichoc protège les pivots du balancier, extrêmement fragiles par leur finesse. Un horloger du Locle nommée Abraham Louis Breguet avait inventé, en 1790, un système résistant au chocs, pour protéger le balancier des montres mécaniques. Donnant aux pivots du balancier la forme d’un cône, l'ingénieur suisse Fritz Marti découvre comment les maintenir en place par une petite coupelle de forme correspondante, montée sur une lame de ressort. Débutant ses recherches sur ces amortisseurs de chocs auprès de la firme Élection, il réinvente en 1928 le système d’absorption à pierres de balancier mobiles et en dépose le brevet suisse no 141098 en juillet 1929,,,,.
Fils d’une famille horlogère de La Chaux-de-Fonds, l'ingénieur suisse Georges Braunschweig est alors propriétaire de la Fabrique Élection SA, dans laquelle œuvre F. Marti. Tous deux sont diplômés de l'École polytechnique fédérale de Zurich et fondent en 1931 la société Le Porte-Echappement Universel SA à La Chaux-de-Fonds (NE) pour exploiter cette nouvelle invention avec le n° d'identification UID CHE-105.897.189. G. Braunschweig devient directeur commercial de la nouvelle entité et F. Marti en devient directeur technique, responsable de « recherche-développement en autres sciences physiques et naturelles ».
Au sein de cette nouvelle entreprise, F. Marti reprend ses recherches qui débouchent en 1933 sur le brevet suisse no 168494, pour le système Incabloc®. Produit en série, ce système est introduit dans les montres de la West End Watch Co. dès 1934. À partir du Time-o-graf de la firme américaine Gibbs, l'entreprise élabore en 1946, le Vibrograf® un monocomparateur, qui permet de vérifier la bonne marche des montres mécaniques. Depuis les années 1950, Portescap étudie une pendulette à pile très simple, la Secticon, qui est prête à être commercialisé en 1959. Grâce à l'engagement du docteur Erich Jucker, l'entreprise invente un moteur à courant continu révolutionnaire Escap® en 1959, Dans le courant des années 1960, la firme Portescap® donne un salaire à 1 300 personnes de la région et devient l'employeur le plus important de La Chaux-de-Fonds.

## Naissance de Portescap
En 1960, le fondateur transmet la direction générale à son fils, entré dans l'entreprise en 1954. Le conseil d'administration de l'entreprise présidé par les Brauschweig père et fils, sur les conseils de Jean Besati ouvre en 1961, une succursale à Marly, dans le canton de Fribourg. En 1963, le Porte Échappement Universel SA change sa raison sociale en Portescap SA. En 1964, Portescap invente le micromoteur à courant continu Escap destinés aux industries de l’électronique, des instruments et de l’informatique. En 1966, l'entreprise fait l'acquisition des brevets de l'entreprise allemande Faulhaber pour améliorer sa compétitivité en matière de moteur.
En 1970, la population chaux-de-fonnière dépasse 42 000 habitants et la plupart des montres suisses sont équipées d'un Incabloc, le pare-chocs à lyre produit dans la cité horlogère. Portescap donne alors du travail à 1 300 personnes et ouvre une succursale à Saignelégier.
Pour superviser et coordonner l'activité des filiales du groupe, la holding Portescap International est fondée le 21 octobre 1970 avec le No 102.692.314 et au N° fédéral CH-645.1.002.284-0. Cinq ans plus tard, le fondateur de Portescap décède, laissant son fils seul propriétaire en 1975.

## Influence de l'entreprise
Les ventes de l'Incabloc autorisent le propriétaire de Portescap - porte-échappement universel - à fonder en 1944, le Club 44 consacré à la culture.
En 1954, le fils du fondateur, Philippe Brauschweig, entre dans l'entreprise et lui succède en 1970. Marié à une danseuse russe, il crée le Concours international de danse à Lausanne en 1973,.
Devenu Président et Directeur général de l'entreprise familiale après le décès de son père le 9 avril 1975, le fils préside également le Club 44 de 1975 à 1986. Mais en 1983, l'héritier Braunschweig démissionne de son poste de président du Club et la Fondation Portescap cesse son soutien au Club dès 1984.
Avec la syndique de Lausanne Yvette Jaggi, le directeur de Portescap devient la cheville ouvrière en 1987 de l'installation à Lausanne des ballets Béjart (BBL). En 1991, il préside l'Association faîtière suisse des professionnels de la danse et l'Organisation internationale pour la reconversion des danseurs professionnels en 1992. De plus, le directeur de Portescap est Membre du conseil de l'UNESCO, Chevalier de la Légion d'honneur et officier de l'ordre du Mérite. Il meurt le 3 avril 2010 à Vevey (VD).

## Disparition de l'entreprise
En raison de la crise du quartz, les horlogers n'ont plus besoin de porte-échappement et les commandes se tarissent. Portescap ferme ses succursales dont Tavescap et l'entreprise se reconvertit dans les micro-moteurs en 1980. Portescap SA lance des moteurs pas à pas commandé par des impulsions électriques provenant des divisions d'un quartz oscillant à 32 768 Hertz. Mais l'entreprise entre alors frontalement en conflit avec la holding Ébauches SA, qui travaillait avec le Centre électronique horloger (CEH) et ne voulait pas dépendre d'un concurrent.
Malgré ses nombreux brevets à disposition, malgré ses ressources en termes d'ingénierie, la société anonyme Portescap s'appuie sur son produit « vache à lait », l’Incabloc et ne développe pas ses autres inventions. En 1986, Pierre-Alain Blum (Dirigeant d' EBEL) gère l'entreprise tombée en faillite et la cède à un groupe luxembourgeois. Trois ans plus tard, l'entreprise chaux-de-fonnière, qui ne rémunère plus que 600 personnes, est cédée à la Holding zurichoise Interscan, dépendant d'un financier suédois. En 1997, l'entreprise Portescap est vendue à la firme américaine American Precision Industries (API) Motion pour 40 millions de francs. Trois ans plus tard, elle et API Motion sont rachetées par le groupe américain Danaher, qui compte 24 000 employés. En 2002, le site Portescap de Marly est fermé par Danaher, qui reprend aussi Thomson Industries. Finalement, en 2004, le site Portescap de La Chaux-de-Fonds est fermé par le groupe américain, qui délocalise la production à Bombay en Inde,,.
Le 11 janvier 2011, la législation européenne oblige Portescap International a remplacer son numéro CH-645-1002284-0  par le numéro d'identification des entreprises (IDE/UID) CHE-102.692.314. Le 22 juin 2020, la Société Portescap International (CHE-102.692.314) est radiée du Registre du Commerce et fusionne dans une nouvelle société Portescap SA (CHE-105.897.189), qui reprend les actifs et les passifs de la société précédente.
Bien que le marché des petits moteurs électriques ne se soit jamais aussi bien porté, la division micromoteurs de Portescap fait au XXIe siècle partie d'un groupe américain, alors que la division pare-chocs de Portescap perdure sous la nouvelle raison sociale Incabloc SA. La division culturelle de Portescap, le Club 44 est quant à lui soutenu par la Commune de la Chaux-de-Fonds.

### Cycle de vie de l'entreprise Portescap en quelques dates
|           | Création |
| --------- | --- |
| 1928-1929 | invention du système d’absorption (brevet suisse no 141098) par Fritz Marti chez Élection SA                                                                                      |
| 1931-1933 | fondation du Porte Echappement Universel SA à La Chaux-de-Fonds par Georges Braunschweig et F. Marti dépôt du brevet suisse no 168494 par Portescap pour l’Incabloc®              |
|           | Croissance et diversification |
| 1944-1946 | fondation du Club 44 par Georges Braunschweig invention du monocomparateur Vibrograf®                                                                                             |
| 1954      | engagement de Philippe Brauschweig, fils du fondateur, dans Portescap |
| 1959-1960 | invention du mouvement Portescap à transistor (moteur pas-à-pas) pour pendulette Secticon® transmission de la direction générale de l’entreprise à Philippe Brauschweig           |
| 1961-1962 | ouverture d'une succursale à Marly (FR) fondation de Portescap SA à partir de Le Porte Echappement Universel SA                                                                   |
| 1964      | invention du micromoteurs à courant continu Escap® |
| 1970      | ouverture d'un atelier à Saignelégier fondation de la holding Portescap International (no 102.692.314)                                                                            |
| 1973      | création du concours international de danse à Lausanne par Ph. Braunschweig. |
| 1975      | nomination de Philippe Braunschweig comme PDG après le décès de son père dépôt du brevet suisse no 567827 pour un moteur synchrone monophasé pas à pas                            |
| 1977      | production de micromoteurs à courant continu Escap® pour l’électronique, les instruments et l’informatique production de micromoteurs pas-à-pas Escap® pour l’horlogerie à quartz |
|           | Disparition |
| 1979-1981 | fermeture de la succursale Tavescap induite par la crise horlogère conversion de Portescap dans les micro-moteurs                                                                 |
| 1986-1989 | cession de l'entreprise Portescap à un groupe luxembourgeois cession de l'entreprise Portescap à Interscan                                                                        |
| 1997      | cession de l'entreprise Portescap à American Precision Industries (API) Motion |
| 2001-2002 | cession de l'entreprise Portescap au groupe Danaher fermeture du site Portescap de Marly                                                                                          |
| 2004      | fermeture du site Portescap de La Chaux-de-Fonds délocalisation de la production de micromoteur en Inde                                                                           |

## Présidents
- Georges Braunschweig (1931-1960)
- Philippe Braunschweig (1960-1986)

### Fonds d'archives
- Musée international d'horlogerie (MIH), La Chaux-de-Fonds, Fonds Portescap